# Cantua dendritica
Cantua dendritica là một loài thực vật có hoa trong họ Polemoniaceae. Loài này được J.M.Porter & Prather mô tả khoa học đầu tiên năm 2008.